# Zonkwa
Zonkwa (în Jju: A̱zunkwa) este zona administrației locale Zangon Kataf, precum și sediul principal al populației Bajju, în statul Kaduna din sudul regiunii Middle Belt din Nigeria.

## Geografie

### Peisaj
Zonkwa prezintă o altitudine de 798 m.

### Climă
Zonkwa are o temperatură medie anuală de aproximativ 24,8 °C (76,6 °F), maxime medii anuale de aproximativ 28,6 °C (83,5 °F) și minime de 18,8 °C (65,8 °F), cu precipitații zero la sfârșitul și începutul anului, cu o precipitație medie anuală de aproximativ 28,1 mm și o umiditate medie de 53,7%, similară cu cea a orașelor vecine Kagoro, Manchok și Kafanchan. 

## Date demografice

### Populație

#### Indigeni
Grupul indigen și predominant în oraș este format din populația Bajju. Acest oraș este și sediul lor principal.

#### Altele
Alte grupuri semnificative includ Atyap, Igbo, Bakulu, Hausa, Yoruba, Anghan și alte populații nigeriene.

### Politică

#### Unități administrative
Zonkwa este o diviziune administrativă de ordinul doi, cu următoarele 10 orașe/sate:
- Zonkwa
- Samaru Kataf (în Tyap: Cenkwon)
- Madauci
- Masat
- Fadiya Yadsanu
- Fadiya Mugu
- Fadiya Busan
- Fadiya Bakut
- Fadan Kaje
- Ungwan Gaya

## Personalități
- Katung Aduwak⁠(d), cineast
- Nuhu Bature⁠(d), conducător suprem